# San Lazzaro degli Armeni
San Lazzaro degli Armeni (venetisch: San Làzaro de i Armeni; armenisch: Սուրբ Ղազար կղզի) ist eine kleine Insel in der Lagune von Venedig.
Sie liegt unmittelbar im Westen des Lido und beherbergt ein Kloster, das als Mutterhaus des Mechitaristenordens die Insel zu einem der weltweit bedeutendsten Zentren der armenischen Kultur gemacht hat.

## Geschichte

Luftaufnahme von 1934

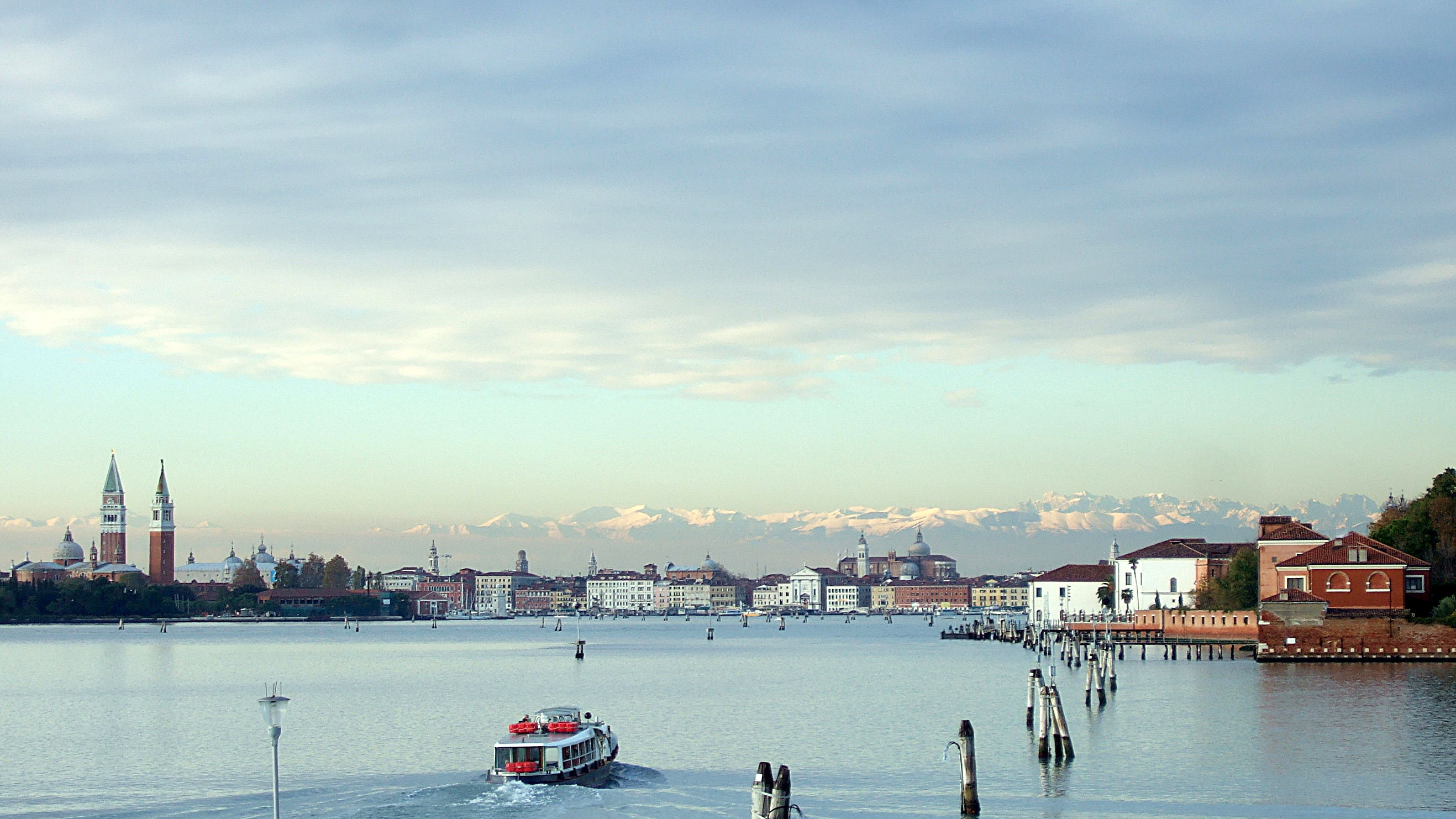
Nord-West-Blick von San Lazzaro degli Armeni

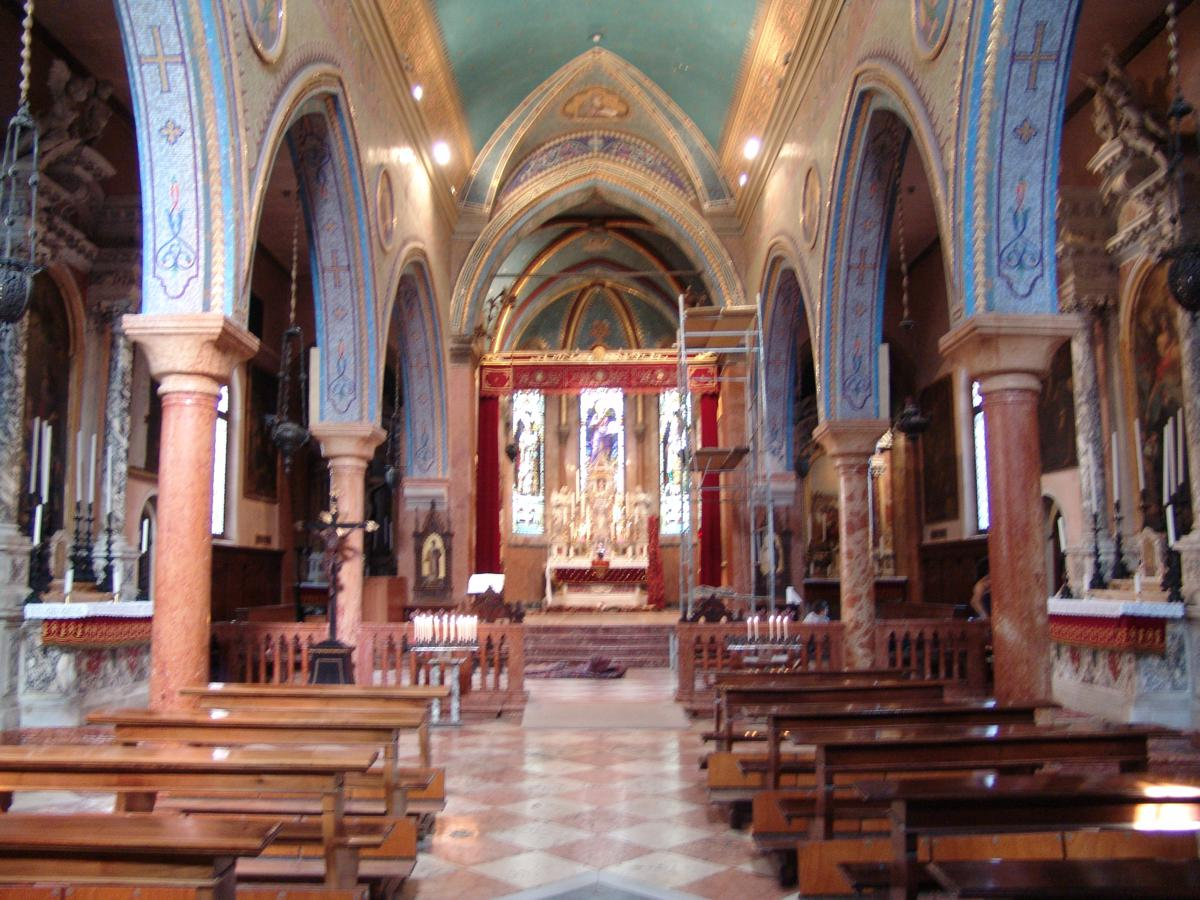
Im Inneren der Kirche

Ursprünglich diente die Insel als Krankenhaus für Leprakranke. Als die Seuche Ende des 15. Jahrhunderts zurückgedrängt worden war, kam der Orden der Dominikaner auf die Insel und verblieb dort ungefähr hundert Jahre. Nach zwei Jahrhunderten, in denen die Insel unbewohnt war, siedelten sich dort 1717 einige armenische Mönche an. Mechitar von Sebasteia und 17 weitere Mönche gründeten dort ihr Kloster und erweiterten die Insel im Nordwesten auf ihre heutige Größe von rund drei Hektar. Die Volkszählung von 2001 wies 22 ständige Bewohner auf der Insel nach, alle im gleichnamigen Hauptort.
Die Aufnahme der armenischen Mönche trug für das kulturelle Leben der Stadt Venedig reiche Früchte. Das Kloster besitzt eine große 200.000 Bände umfassende Bibliothek mit einer bedeutenden Sammlung orientalischer, besonders armenischer Handschriften, die rund 4000 Bände aufweist.
Lord Byron, Julius Heinrich Petermann und Carl Friedrich Neumann lernten dort die armenische Sprache, einige Erinnerungsstücke weisen auf Byrons Aufenthalt hin.
Einen akustischen Eindruck aus der Kirche vermitteln Aufnahmen des Flötisten James Newton.